# Чемпионат Германии по футболу 1908/1909
Чемпионат Германии по футболу 1908/1909 — 7-й розыгрыш Чемпионата Германии по футболу (нем. Deutsche Fußballmeisterschaft). Турнир начался 2 мая 1909 года, а финал состоялся 30 мая 1909 года.
Победителями этого турнира стала команда «Феникс Карлсруэ» .
В чемпионате участвовало 8 команд: «Феникс» Карлсруэ, «Тасмания» Риксдорф, «Альтона» , «Мюнхен-Гладбах» , «Алеманния» Котбус, «Кенигсберг» , «Эрфурт 95», «Виктория 89» Берлин.

## Предварительный раунд
| «Виктория 89» Берлин | 12:1 | «Кенигсберг» |
| -------------------- | ---- | ------------ |
|                      |      |              |

| «Альтона 93» Гамбург | 4:2 | «Тасмания» Риксдорф |
| -------------------- | --- | ------------------- |
|                      |     |                     |

| «Феникс» Карлсруэ | 5:0 | «Мюнхен-Гладбах» |
| ----------------- | --- | ---------------- |
|                   |     |                  |

| «Эрфурт 95» | 4:3 | «Алемания» Котбус |
| ----------- | --- | ----------------- |
|             |     |                   |

## ½ финала
| «Феникс» Карлсруэ | 9:1 | «Эрфурт 95» |
| ----------------- | --- | ----------- |
|                   |     |             |

| «Виктория-89» Берлин | 7:0 | «Альтона 93» |
| -------------------- | --- | ------------ |
|                      |     |              |

## Финал
| «Феникс» Карлсруэ | 4:2 | «Виктория 89» Берлин |
| ----------------- | --- | -------------------- |
|                   |     |                      |